# Inklinationsäktenskap
Inklinationsäktenskap är en äldre benämning på ett äktenskap ingånget av kärlek/passion. Motsatsen betecknades konvenansäktenskap. Begreppet förekom fortfarande i början av 1900-talet, men används knappast idag.